# Министарство иностраних послова Руске Федерације
Министарство иностраних послова Руске Федерације (рус. Министерство иностранных дел Российской Федерации) је федерални орган извршне власти Руске Федерације који врши послове државне управе у области односа Руске Федерације са страним државама и међународним организацијама.
Министарство је потчињено предсједнику Руске Федерације, и на челу њега стоји министар иностраних послова.
Министарство иностраних послова Русије је било образовано као Народни комесаријат иностраних послова 1944, и постојао је паралелно са Министарством иностраних послова СССР-а.

## Начин рада
Министарством иностраних послова руководи предсједник Руске Федерације.
Главни задатак министарства је припрема опште стратегије спољне политике и њено предлагање предсједнику.
Министарство иностраних послова врши свој рад непосредно или преко дипломатских представништава и конзуларних установа, представништава при међународним организацијама, територијалних органа - представништава Министарства на територији Русије.
Систем министарства чине: централни апарат, спољне установе, територијални органи, организације потчињене Министарству које врше свој рад на територији Русије. Министарство иностраних послова ради у складу са Уставом, федералним уставним законима, федералним законима, актима предсједника и Владе и по међународним уговорима.
На челу Министарства иностраних послова стоји министар иностраних послова, кога именује предсједник Руске Федерације на предлог предсједника Владе. Министар је лично одговоран за реализацију државне политике. Он има замјенике које именује предсједник Руске Федерације. Генералног директора Министарства иностраних послова такође именује предсједник.

### Министар иностраних послова
Министар иностраних послова је шеф спољно-политичког надлештва. Министар представља Русију на билатералним преговорима и самитима и потписује међународне уговоре; распоређује обавезе између својих замјеника и између генералног директора; потврђује уредбе о структурним јединицама централног апарата; именује службенике централног апарата, спољних установа и територијалних органа.

### Колегијум министарства
У Министарству постоји колегијум од 23 члана, у чији састав улази министар (предсједник колегијума), његови замјеници, генерални директор и такође руководећи службеници министарства. Састав колегијума потврђује предсједник Руске Федерације на приједлог министра. Колегијум разматра најважнија питања, и по правилу доноси акте, односно министарске наредбе. У случају да настане неспоразум између предсједника колегијума и њених чланова, о томе се извештава предсједник који има одлучујућу ријеч.

### Стално представништво Русије при Организацији уједињених нација
Стално представништва Русије при Организацији уједињених нација је једно од најважнијих спољних установа Министарства иностраних послова. Стално представништво преговара у име Руске Федерације о свим међународним проблемима. На челу сталног представништва се налази стални представник кога именује предсједник Руске Федерације на приједлог министра иностраних послова. Стални представник представља Русију у свим структурама Организације уједињених нација, укључујући и Савјет безбједности Организације уједињених нација. У посебним случајевима умјесто њега може наступати министар иностраних послова.

## Структура
Структуру централног апарата министарства чине организационе јединице, које се називају департмани. Департмани се даље дијеле на одјеле. На челу департмана стоје директори, а на челу одјела начелници. Тренутно министарство има укупно 39 департмана. Департмани се дијеле на територијалне и функционалне. У сваком департману ради 20-30 дипломата.
У структурама департмана такође раде посланици за посебне задатке који раде на неком међународном проблему. Ти посланици су непосредно потчињени замјеницима министра.